# Parcul Național Tatrzański
Parcul Național Tatrzański (în poloneză: Tatrzański Park Narodowy) este o arie protejată de importanță internațională, ce corespunde categoriei a II-a IUCN (parc național), situată în Polonia, pe teritoriul voievodatului Polonia Mică.

## Localizare
Aria naturală se află în sudul țării, la granița cu Slovacia, în extremitatea sud-vestică a voievodatul Polonia Mică, în Munții Tatra, grupare ce aparține lanțului muntos al Carpaților.

## Descriere
Parcul Național Tatrzański a fost înființat în anul 1954, din anul 1992, acesta fiind inclus în programul mondial al UNESCO „Omul și Biosfera”, alături de Parcul Național Tatranský, care se află pe teritoriul Slovaciei.
Aria protejată reprezintă o zonă montană cu vârfuri, abrupturi calcaroase, stâncării, grohotișuri, lapiezuri, lacuri glaciare, doline, morene, văi suspendate, peșteri, păduri, pajiști alpine, poieni și cursuri de apă; cu o deosebită importanță geologică, geomorfologică, floristică, faunistică și peisagistică.
Parcul Național Tatrzański reprezintă partea cea mai înaltă, cu caracterele cele mai pronunțat alpine din întregul lanț carpatic și oferă condiții favorabile pentru a fi cunoscut.

## Floră și faună
Munții Tatra găzduiesc o mare diversitate de floră (arbori, arbuști, ierburi, licheni, mușchi, ciuperci) și faună  (mamifere, păsări, insecte, reptile, amfibieni, pești) specifică Munților Carpați, cel mai mare lanț muntos din Europa Centrală. 

### Floră
Masivul este acoperit de codri bătrâni până la 1600 m (de fag și brad între 700 și 1250 m, de molid până la 1500-1600 m) și de pășuni hrănitoare între 1800 și 2300 m. Mai sus de 2500 m se află domeniul smocurilor de iarbă și al lichenilor răspândiți printre stâncile și blocurile pleșuve, care aici formează adevărate mări.
Flora este constituită din mai multe specii arbori și arbuști, dintre care: brad (Abies alba), molid (Picea abies), pin de pădure (Pinus sylvestris), zâmbru (Pinus cembra), zadă (Larix decidua), fag (Fagus sylvestris), scoruș de munte (Sorbus aucuparia), paltin de munte (Acer pseudoplatanus), mesteacăn (Betula pendula) sau jneapăn (Pinus mugo).
La nivelul ierburilor vegetează specii floristice de pajiște și de stâncărie (dintre care unele foarte rare) cu specii de: garoafă de munte (Dianthus glacialis), părul porcului (Juncus trifidus), gențiană (Gentiana closii), târsă mică (Oreochloa disticha), sisinel de munte (Anemone alpina), păiuș (Festuca supina), ghințurică (Gentiana frigida), ghințură (Gentiana verna), sau Ranunculus glaciaris.

### Faună

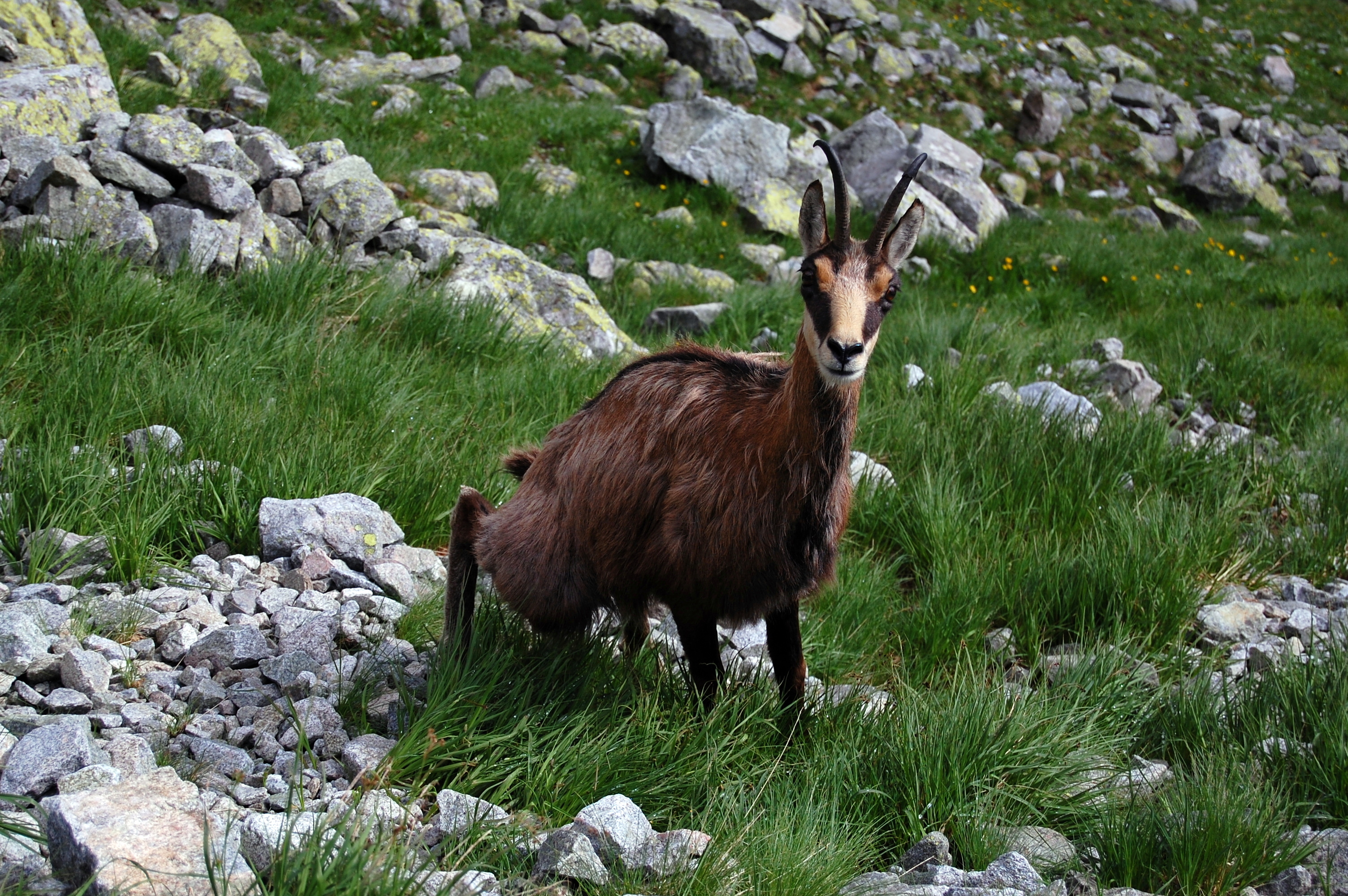
Capră neagră de Tatra (Rupicapra rupicapra tatrica)

Fauna este diversificată și bine reprezentată de mai multe specii de:
• mamifere: urs brun (Ursus arctos), cerb (Cervus elaphus), capră neagră de Tatra (Rupicapra rupicapra tatrica - specie endematică a Tatrei), marmota alpină (Marmota marmota), marmotă (Marmota marmota latirostris - specie endematică a munților Tatra), căprioară (Capreolus capreolus), râs eurasiatic (Lynx lynx), nevăstuică mică (Mustela nivalis) sau specii de lilieci;

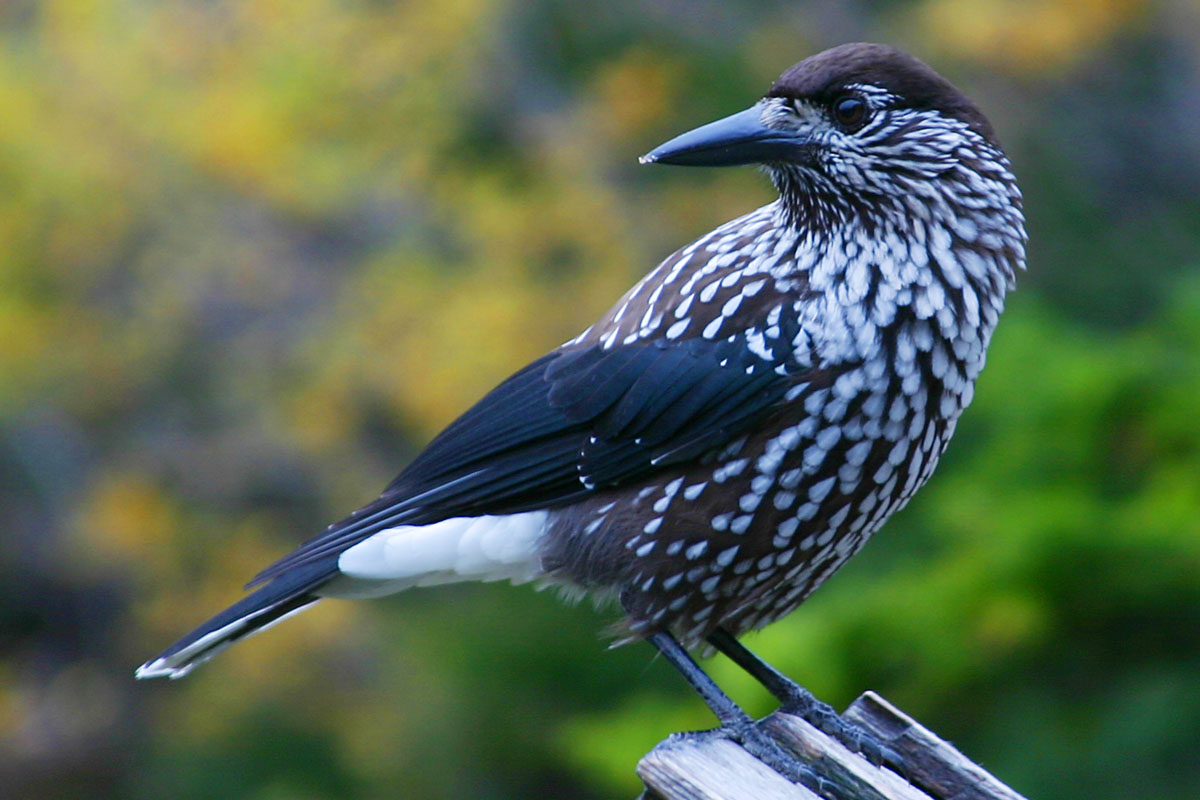
Alunar (Nucifraga caryocatactes)

• păsări cu exemplare rare de: acvilă de munte (Aquila chrysaetos), fluturașul de stâncă (Tichodroma muraria), acvilă țipătoare mică (Aquila pomarina), barză neagră (Ciconia nigra), brumărița de stâncă (Prunella collaris), alunar (Nucifraga caryocatactes) sau specii de șoimi din familia Falconidae;
• reptile, amfibieni, pești și  insecte.